# 12. jaktflygdivisionen
12. jaktflygdivisionen även känd som Adam Blå var en jaktflygdivision inom svenska flygvapnet som verkade i olika former åren 1936–1982. Divisionen var baserad på Västerås flygplats öster om Västerås.

## Historik
Adam Blå var 2. divisionen vid Västmanlands flygflottilj (F 1), eller 12. jaktflygdivisionen inom Flygvapnet, och bildades 1936. Divisionen bildades som en "lätt bombflygdivision", men kom 1949 att omorganiseras och ombeväpnades till en jaktflygdivision. Efter att Adam Röd upplöstes den 30 juni 1976, var Adam Blå tillsammans med Adam Gul de två kvarvarande divisionerna vid F 1. Från den 1 september 1981 var divisionen den enda kvarvarande vid Hässlöbasen. Den 22 december 1982 gjorde Adam Blå den sista officiella flygningen med J 35 Draken vid F 1 i Västerås. Divisionen upplöstes sedan den 31 december 1982. Den reducering av jaktdivisioner inom Flygvapnet, som upplösningen av Adam Blå resulterade i kompenserades genom att den tidigare lätta attackdivisionen vid Norrbottens flygflottilj (F 21), Urban Gul, omorganiserades 1983 till 213. jaktflygdivisionen, och beväpnades med JA 37 Viggen.

## Materiel vid förbandet
| Bombflygplan - 1937–1945: B 3 Junkers Ju 86 - 1935–1938: B 4 Hawker Hart - 1944–1946: B 18A - 1946–1949: B 18B | Jaktflygplan - 1948–1953: J 30 Mosquito MK 19 - 1953–1960: J 33 Venom MK 51 - 1959–1967: J 32B Lansen - 1966–1982: J 35D-2/F-2 Draken |

## Förbandschefer
Divisionschefer vid 12. jaktflygdivisionen (Adam Blå) åren 1936–1982.

- 1936–1967: ???
- 1967–1968: Kn Kjell Johansson
- 1968–1982: ??

## Anropssignal, beteckning och förläggningsort
| Adam Blå | 1936-??-?? | – | 1982-12-31 |

| 12. lättabombflygdivisionen | 1936-??-?? | – | 1948-??-?? |
| 12. jaktflygdivisionen      | 1949-??-?? | – | 1982-12-31 |

| Västerås flygplats (F) | 1936-??-?? | – | 1982-12-31 |